# جزيرة سانتياغو
جزيرة سانتياغو هي جزيرة من جزر أرخبيل غالاباغوس ، وهي معروفة أيضا باسم سان سلفادور ، وهو اسم الجزيرة التي أسماها كريستوفر كولمبوس في البحر الكاريبي ، أو جزيرة جيمس ، وهي تتألف من بركانين متداخلين . تبلغ مساحتها 585 كيلومتر مربع وعلى ارتفاع 907 متر كحد أقصى على قمة بركان درعي شمال غرب الجزيرة، وقد ثار البركان في جنوب غرب الجزيرة على طول شق طولي أما الحمم فهي أقدم في تاريخ الجزيرة وتعود إلى 750.000 سنة مضت.
- توجد في الجزيرة الإغوانا البحرية ، أسود البحر ، فقمة الفراء ، السلاحف البرية ، طيور النحام ، دولفين ، أسماك القرش ، وهناك عدد كبير من الماعز والخنازير والحيوانات التي أدخلت من قبل البشر إلى الجزر وسببت ضررا بالغا للالأنواع المستوطنة . عصافير داروين وصقر غالاباغوس فضلا عن مستعمرة من فقمة الفراء ي خليج سوليفان، ويمكن ملاحظة الحمم الأخيرة (1897) تتدفق.
- بويرتو ايجاس، جنوب خليج جيمس والجانب الغربي من سانتياغو، هي واحدة من أفضل المواقع. ويمكنك البقاء فترة طويلة على الشاطئ الحمم البركانية، حيث تتآكل الصخور لتعطي تشكيلات متنوعة للحياة البرية. الإغوانا البحرية تستلقي في الشمس بينما الإغوانا الأرضية مبعثرة حول الطحالب تتغذى عليه . في برك المد والجزر تحتوي على العديد من سلطعونات الصخر الأحمر ، الذي يجذب أنواع أخرى من الصيادين.و بويرتو ايجاس ليست مجرد بقعة جيدة لالتقاط الصور ولكن أيضا مثالية للغطس ورؤية العديد من أنواع الأسماك الاستوائية.
- خليج سوليفان هي منظر رائع وخاصة لأولئك الذين يرغبون في الجيولوجيا والبراكين. يمكنك المشي على جانب تدفق الحمم البركانية السوداء المغطاة بفقاعات الحمم وقوالب جذع الشجرة في السطح. وهناك نوعان من السلاحف الصغيرة في الشواطئ للتعشيش .